# Afroestricus fulaui
Afroestricus fulaui är en tvåvingeart som beskrevs av Scarbrough 2005. Afroestricus fulaui ingår i släktet Afroestricus och familjen rovflugor. Inga underarter finns listade i Catalogue of Life.